# HD97987
HD97987 — хімічно пекулярна зоря спектрального класу F5, що має видиму зоряну величину в смузі V приблизно  9,4.
Вона  розташована на відстані близько 1226,2 світлових років від Сонця.

## Пекулярний хімічний склад
Зоряна атмосфера HD97987 має підвищений вміст 
Eu
.